# Resident Evil: Revelations
Resident Evil: Revelations, in Japan Biohazard Revelations (jap. バイオハザード リベレーションズ), ist ein Survival-Horror-Videospiel für Nintendo 3DS. Das Spiel wurde von Capcom entwickelt und am 26. Januar 2012 in Japan, einen Tag später in Europa sowie am 7. Februar 2012 in Nordamerika veröffentlicht. Es unterstützt die Circle-Pad-Pro-Peripherie des 3DS.
Am 22. Januar 2013 kündigte Capcom eine Umsetzung für PlayStation 3, Wii U, Xbox 360 und PC an, die in Europa am 24. Mai desselben Jahres erschienen ist.
Für die Nintendo Switch veröffentlichte Capcom eine Version am 28. November 2017.

## Spielprinzip

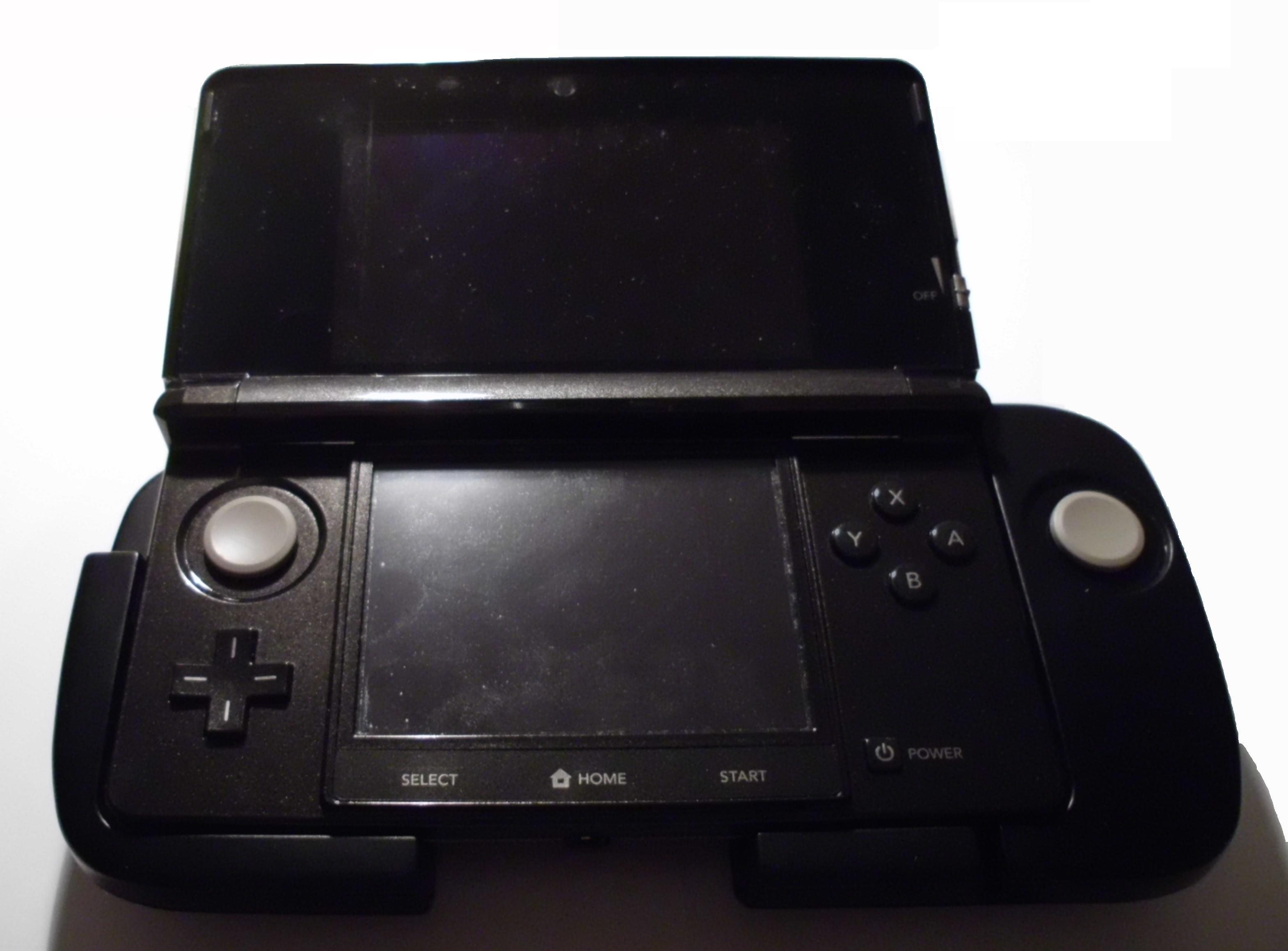
3DS mit Circle Pad Pro

Das Spielprinzip von Revelations orientiert sich an den durch Survival Horror geprägten früheren Spielen der Reihe mit wiederkehrenden Elementen wie begrenzter Versorgung mit Munition und einem größeren Schwerpunkt auf Entdeckungen und dem Lösen von Rätseln. Die Kamera im Spiel behält eine Ansicht über die Schulter der Spielfigur bei. Der Spieler kann die Figur im Gegensatz zu früheren Resident-Evil-Spielen nun auch bewegen, während er mit einer Waffe zielt, und hat die Möglichkeit, zwischen einer Dritt-Personen- und einer Egoperspektive zu wechseln. Ein neues Spielkonzept, der Genesis-Scanner, kann während des gesamten Spielverlaufs zum Auffinden versteckter Gegenstände in der Umgebung verwendet werden.
Ein Extramodus ist der Raubzug-Modus, bei dem bis zu zwei Spieler im Kampf gegen zahlreiche Gegner kooperieren können. Durch die Streetpass-Funktion des 3DS können Spieler zudem Gegenstände aus dem Spiel an Freunde versenden.

## Handlung
Resident Evil Revelations spielt im Jahr 2005, zwischen Resident Evil 4 und Resident Evil 5. Es beschreibt die Ereignisse kurz nach der Gründung der Bioterrorism Security Assessment Alliance (BSAA), einer Gruppe zur Terrorismusbekämpfung, die in Resident Evil 5 eingeführt wurde. Die Handlung dreht sich um die Mitgründer der BSAA, Jill Valentine und Chris Redfield, den Protagonisten aus einigen Teilen der Serie. Sie beinhaltet auch eine Rückblende auf die „schwimmende Stadt“ Terragrigia (ital. Graue Erde), die über elf Jahre lang auf einer künstlichen Insel im Mittelmeer gebaut worden war. Sie war eine der Hauptdestinationen der Queen Zenobia Cruise Lines, einer Kreuzfahrtlinie, die hauptsächlich um Italien herum agierte, und war die erste Stadt der Welt, die ihre Bevölkerung mit Solarkraft versorgte und somit den Titel „Ökologischste Stadt aller Zeiten“ erhielt. Im Jahr 2004 startete die bioterroristische Organisation Il Veltro (ital. Der Jagdhund) einen Angriff mit bioorganischen Waffen gegen die Solarenergieentwicklung von Terragrigia. Im Gegenzug sandte die Federal Bioterrorism Commission (FBC) Agenten aus, um die Situation unter Kontrolle zu halten; unter ihnen befanden sich auch Parker Luciani und Jessica Sherawat. Außerdem wurde Regia Solis, die Solarenergiematrix der Stadt, gegen diese gerichtet, wodurch die sich auf der Insel befindenden BOWs vernichtet wurden und die Stadt zusammenbrach. Als Folge der Operation wurden alle Mitglieder von Il Veltro ausgelöscht und Terragrigia zu einer biologisch gefährdeten Zone erklärt. Alle Überlebenden wurden evakuiert und die Überreste der Stadt in einem Radius von 160 Kilometern unter Quarantäne gestellt. Das Ereignis wurde als „Terragrigiapanik“ bekannt und diente der Welt als düstere Erinnerung an die stetige Bedrohung durch biologische Waffen vom Schwarzmarkt.
2005 sendet der Chef der BSAA, Clive R. O’Brian, Jill Valentine und ihren neuen Partner Parker Luciani aus, um nach Chris Redfield und dessen neuer Partnerin Jessica Sherawat zu suchen. Diese verloren während ihrer Mission, ein mögliches Wiederauftauchen von Il Veltro zu untersuchen, den Kontakt zum Hauptquartier und verschwanden. Jill und Parker werden zu ihrem letzten bekannten Aufenthaltsort, dem Kreuzfahrtschiff SS Queen Zenobia geschickt. Kurz nach ihrer Ankunft sehen sie eine Videobotschaft eines maskierten Mannes, der behauptet, Il Veltro zu sein, und damit droht, als Vergeltung für die Beteiligung der FBC an der Auslöschung der Veltro-Mitglieder in Terragrigia etwa ein Fünftel der Weltmeere mit dem T-Abyss-Virus, einem maritimen Virus, das aus dem tödlichen T-Virus gewonnen wurde, zu infizieren. Während ihrer Suche nach Chris und Jessica treffen sie im Schiff auf zahlreiche bioorganische Waffen, die mit dem T-Abyss-Virus infiziert sind. Dann finden sie eine Puppe von Chris und werden von einem Agenten von Il Veltro mit Gas betäubt. In der Zwischenzeit finden Chris und Jessica die Basis von Il Veltro, ein Flugfeld in den Bergen. Nachdem sie von O’Brian informiert wurden, dass nun Jill und Parker im Mittelmeer vermisst werden, werden sie ihrerseits ausgeschickt, um nach ihnen zu suchen. Nachdem sie in einem verschlossenen Raum auf der Queen Zenobia erwachen, können Jill und Parker entkommen und sich neu formieren. Später treffen sie den FBC-Agenten Raymond Vester, den Parker schon während der Panik von Terragrigia getroffen hatte. Sie finden auch ein Video, das offensichtlich von Il Veltro aufgenommen wurde und die Folgen des T-Abyss-Virus zeigt. Chris verlangt, dass sein Team zum Valkoinen-Mökki-Flughafen geschickt wird, um dort nach Informationen über das Schiff zu suchen, was O’Brian veranlasst, die BSAA-Agenten Quint Cetchum und Keith Lumley mit der Untersuchung zu beauftragen. Jill und Parker erreichen die Antenne des Schiffs und kontaktieren das Hauptquartier, werden aber von O’Brian unterbrochen, der einen Anruf der European Security Force erhält und informiert wird, dass Regia Solis zum Einsatz gebracht wurde und auf das Schiff zielt.
Chris und Jessica treffen auf der Queen Zenobia ein. Chris und Jill schlagen sich zum Labor des Schiffs durch, um das Virus, welches das Meer kontaminiert, aufzuhalten, während Parker und Jessica einen Weg suchen, das Sinken des Schiffes aufzuhalten. Nachdem Jessica als Verräterin enttarnt wird, verwundet sie Parker und leitet die Selbstzerstörung der Queen Zenobia ein. Deren Schwesterschiff, die Queen Semiramis, wurde durch das Selbstzerstörungssystem zerstört. Der Pilot Kirk Mathison kontaktiert Chris und Jill und informiert sie, dass er hier sei, um sie abzuholen. Sie treffen den verletzten Parker wieder. Trotz des Versuchs, ihn zu retten, stürzt Parker in die unter ihnen erfolgende Explosion. O’Brian offenbart Chris und Jill die Wahrheit hinter dem Auftrag und den Ereignissen, die er manipulierte, sowie die Ergebnisse von Quints und Keiths Nachforschungen: die Existenz eines dritten Schwesterschiffs, der Queen Dido, unter den Ruinen von Terragrigia. Als Jill und Chris Jack Norman, den Anführer von Il Veltro, aufspüren, injiziert sich dieser eine Überdosis des T-Abyss-Virus und mutiert zu einer neuen Form des Tyrants, den Ultimate Abyss. Nach einem langen Kampf wird er von den beiden Agenten getötet und äußert dabei seine Erleichterung, endlich Frieden gefunden zu haben. Chris und Jill senden das Video, das Lansdale belastet, über Normans PDA an das BSAA-Hauptquartier. O’Brian wird daraufhin entlassen und Lansdale verhaftet. Die Wahrheit hinter Terragrigia kommt an die Öffentlichkeit und die FBC wird aufgelöst. Parker, der von Raymond vor der Explosion gerettet wurde, wird an der Küste Maltas gefunden und nimmt nach einem Monat der Genesung seine Arbeit als Spezialagent bei der BSAA wieder auf. O’Brian entscheidet sich, die Verantwortung dafür zu übernehmen, die gesamte Mission initiiert zu haben und tritt als Direktor der BSAA zurück. In einer Szene nach dem Abspann sieht man Raymond, wie er Jessica eine Probe des T-Abyss-Virus übergibt.

## Entwicklung
Die Entwicklung von Revelations begann vor der von Resident Evil: The Mercenaries 3D, einem Spiel, das vom selben Team entwickelt wurde. The Mercenaries 3D war als Test für die Möglichkeiten des 3DS gedacht und um das Team mit der Technologie der Konsole vertraut zu machen. Revelations nutzt eine neue Version der intern entwickelten MT-Framework-Grafik-Engine, die als MT Framework Mobile bezeichnet wurde. Sie basiert auf einer früheren Version der Engine, die im Ego-Shooter Lost Planet 2 zum Einsatz kam, und wurde speziell für Nintendo 3DS konzipiert. Je nach Modus, in dem Revelations gespielt wird, werden einige grafische Effekte zu- oder abgeschaltet; beispielsweise verfügt die Grafik über Antialiasing, wenn der 3D-Effekt der Konsole ausgeschaltet ist.
Regie führte Kōshi Nakanishi, der Ko-Designer von Resident Evil 5, Produzenten waren Masachika Kawata und Takayuki Hama; Tsukasa Takenaka, der den Handlungshintergrund und darauf basierende Dateien im Spielverlauf von Resident Evil 5 lieferte, ergänzte das Team als Ko-Produzent.
Revelations wurde 2010 auf der Videospielmesse Electronic Entertainment Expo in Los Angeles vorgestellt. Ein spielbare Demo, von Capcom als Pilot Version bezeichnet, wurde zusammen mit The Mercenaries 3D veröffentlicht. Eine weitere spielbare Demoversion wurde am 19. Januar 2012 in Europa und Nordamerika als Download im „Nintendo eShop“ veröffentlicht. Revelations war der erste Titel in Europa und Nordamerika, der die Circle-Pad-Pro-Peripherie des 3DS nutzte. Neben der regulären Version des Spieles wurde in Europa auch eine Version veröffentlicht, die das Circle Pad Pro enthielt.

## Rezeption
Resident Evil: Revelations erhielt insbesondere in der Version für den Nintendo 3DS überwiegend gute Kritiken. Metacritic listet die 3DS-Fassung mit einer durchschnittlichen Wertung von 82 von 100 bei 78 Bewertungen Richard George von IGN lobte das Spielkonzept, kritisierte aber die Handlung. M! Games lobte Revelations als „packend inszeniert, toll zu spielen und irre motivierend“ und vergab 90 %. Famitsu bewertete das Spiel mit 39 von 40 möglichen Punkten.